# Déposition de Croix (Fiorentino, Sansepolcro)
La Déposition de Sansepolcro ou Lamentation de Sansepolcro est une huile sur toile (270 × 201 cm)  réalisée en de 1528 par Rosso Fiorentino, conservée dans l'église San Lorenzo de Sansepolcro.

## Histoire
La déposition fut commandée le 23 septembre 1527 par la Confrérie Sainte-Croix pour son autel de l'église Santa Croce de Sansepolcro. Rosso Fiorentino était arrivé dans la ville peu avant cette date.
Le retable devait être achevé le 1er juillet 1528, date à laquelle l'artiste signa un nouveau contrat pour le Christ ressuscité en gloire à Città di Castello.
En 1554, la   Confrérie cède tous ses biens, y compris le panneau, aux religieuses bénédictines. Celles-ci construisent alors l'église de San Lorenzo, où l'œuvre se trouve désormais.
Le  retable de la Déposition du Christ, qui a fait l'objet d'une restauration depuis 2017 par l'Opificio delle pietre dure à Florence, a fait retour à Sansepolcro le 21 mars 2024.

## Description et style
L'œuvre s'inspire principalement de la Déposition de Croix (1521), dont elle reprend le fond avec la croix et les trois escaliers, ainsi que la figure du déposant sur l'escalier de gauche. Le choix iconographique a été décidé par les commissionnaires, comme le stipule le contrat. Conformément à l'Évangile selon Matthieu, la scène se déroule de nuit, après que le ciel se soit soudainement assombri à la suite de la mort du Christ (27:45 ; 57). Le moment représenté est cependant plus tardif, alors que le corps du Christ, nu et affichant une cage thoracique  gonflée, a déjà été descendu de la croix et offert au deuil des spectateurs. La lumière s'attarde principalement sur les personnages du premier plan, reléguant l'arrière-plan dans l'obscurité.